# Градске приче (албум Елме Синановић)
Градске приче је седми студијски албум Елме Синановић издат 2005. године на аудио-касети и CDу за издавачку кућу . Албум је снимљен у београдском студију Енџи, а текстове песама јој је написао Александар Марјан. На аудио-касети има 10 песама, док на CDу има 17 песама, с тим да су тих додатних 7 песама на CDу са претходних албума. Велики број песама на албуму су обраде грчих песама (8 од 10 песама).

## Списак песама
| №   | Назив                           | Трајање |  |
| 1.  | Градске приче                   |         |  |
| 2.  | Депресија                       |         |  |
| 3.  | Загрли ме сву                   |         |  |
| 4.  | Феникс                          |         |  |
| 5.  | Теби за љубав                   |         |  |
| 6.  | Корак до дна                    |         |  |
| 7.  | Зима                            |         |  |
| 8.  | Нема ти помоћи                  |         |  |
| 9.  | Ти кад љубиш                    |         |  |
| 10. | Сипај дупло                     |         |  |
| 11. | Ах туго, туго                   |         |  |
| 12. | Рука правде                     |         |  |
| 13. | Волим те                        |         |  |
| 14. | Ко тебе каменом, ти њега хлебом |         |  |
| 15. | Није ветар, није киша           |         |  |
| 16. | Треба ми                        |         |  |
| 17. | Сат што касни                   |         |  |

### Обраде песама
Елма је обрадила следеће песме на овом албуму:
- 2. Депресија (оригинал Thanos Kalliris - Fantasia)
- 4. Феникс (оригинал Антонис Ремос - Mia Anapnoi)
- 5. Теби за љубав (оригинал: )
- 6. Корак до дна (оригинал: )
- 7. Зима (оригинал: )
- 8. Нема ти помоћи (оригинал: )
- 9. Ти кад љубиш (оригинал: )
- 10. Сипај дупло (оригинал: )
- 13. Волим те (оригинал: Деспина Ванди - )
- 14. Ко тебе каменом, ти њега хлебом (оригинал: Деспина Ванди - )
- 17. Сат што касни (оригинал: Деспина Ванди - )